# Lee Metcalf

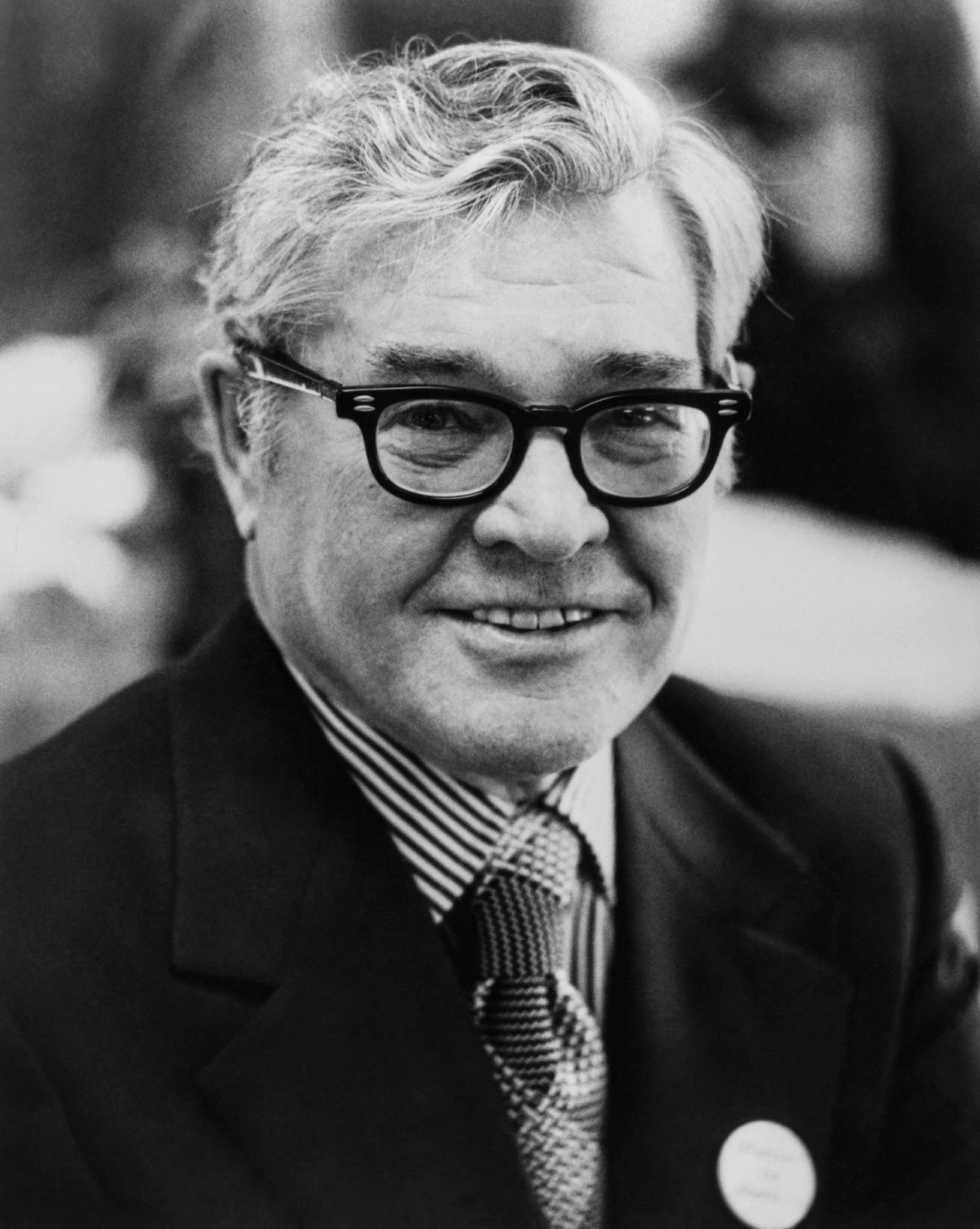
Lee Warren Metcalf

Lee Warren Metcalf, född 28 januari 1911 i Stevensville, Montana, död 12 januari 1978 i Helena, Montana, var en amerikansk demokratisk politiker och jurist. Han representerade delstaten Montana i båda kamrarna av USA:s kongress, först i representanthuset 1953-1961 och sedan i senaten från 1961 fram till sin död.
Metcalf utexaminerades 1936 från Stanford University. Han avlade juristexamen vid Montana State University och arbetade sedan som advokat. Han deltog i andra världskriget i USA:s armé. Han tjänstgjorde sedan som domare i Montanas högsta domstol 1946-1952.
Metcalf efterträdde 1953 Mike Mansfield som kongressledamot. Han efterträdde sedan 1961 James E. Murray som senator för Montana. Metcalf avled 1978 i ämbetet och efterträddes som senator av Paul G. Hatfield.